# Citrix
Citrix Systems — американская компания, основанная в 1989 году и занимающаяся разработкой программных решений для виртуализации, построением компьютерных сетей, организацией облачных вычислений, в том числе разработкой гипервизора Xen с открытым исходным кодом.
Более 230 000 организаций по всему миру используют решения Citrix. Штаб-квартира компании расположена в городе Форт-Лодердейл, (штат Флорида, США), а дополнительные подразделения находятся в Калифорнии и Массачусетсе. Компания имеет дополнительные центры по разработке решений в Австралии, Индии и Великобритании.
После приобретения компании XenSource в октябре 2007 года Citrix курирует проект по разработке гипервизора с открытым исходным кодом Xen.

## История
Компания была основана в 1989 году бывшим разработчиком IBM Эдом Якобуччи (англ. Ed Iacobucci). Стартовый капитал составлял $3 млн. Компания базировалась в городе Ричардсон (Техас), но Якобуччи вскоре перевёл офис в Корал-Спрингс (Флорида), поскольку жил там, когда работал в IBM.
Изначально компания называлась Citrus, но название пришлось сменить после того, как существующая организация с таким же именем заявила о своих авторских правах на него. Citrix — это результат слияния названий Citrus и UNIX.
Многие из основателей компании принимали участие в проекте IBM по разработке операционной системы OS/2. Якобуччи предлагал создать систему OS/2 с многопользовательской поддержкой, но IBM эта идея не показалась интересной, и Якобуччи покинул компанию. Ему предложили работу в Microsoft в качестве главного инженера сетевой группы, но он отказался и решил заняться собственным бизнесом.
Первым продуктом компании стало решение Citrix MULTIUSER на базе OS/2. Citrix опередила IBM и получила лицензию на исходные коды системы OS/2 от Microsoft. Компания рассчитывала захватить часть рынка UNIX, упростив развертывание текстовых приложений на базе OS/2. Но продукт не пользовался популярностью на рынке отчасти по причине отказа Microsoft в 1991 году от системы OS/2.
В 1990 году на должность генерального директора Citrix был назначен Роджер Робертс (англ. Roger Roberts), до этого работавший в компании Texas Instruments.
С 1989 по 1995 компания не получала прибыли. Более того, в 1989 и 1990 компания вообще не приносила никакого дохода. В период с 1991 по 1993 Citrix получила финансирование от корпораций Intel и Microsoft, а также от венчурных инвесторов. Без дополнительного финансирования Citrix не удалось бы выжить на рынке.
В 1993 г. Citrix приобрела решение NetWare Access Server компании Novell — приложение для удаленного доступа на базе системы DOS и Quarterdeck Expanded Memory Manager, позволяющее осуществлять многопользовательскую доставку графических рабочих столов и приложений с сервера. Подобная технология доставки работает сейчас на терминальных серверах. В Citrix доработали этот продукт и выпустили его под именем WinView. Он стал первым успешным продуктом Citrix.
В декабре 1995 года компания стала публичной.

## Технологии
Выпускаемые продукты компания делит на три основные группы: Citrix Delivery Center, Citrix Cloud Center (C3) и Citrix Online Services.

### Citrix Delivery Center
В состав группы Citrix Delivery Center входят решения XenDesktop, XenApp, XenServer, NetScaler и Citrix Receiver, предназначенные для виртуализации серверов, графические рабочие столы и приложения, с целью сконцентрировать все вычислительные мощности организации и управление ими в центре обработки данных и доставлять конечным пользователям приложения по запросу.
- Citrix XenApp — (ранее Citrix WinFrame Server, Citrix MetaFrame Server и Citrix Presentation Server) решение для доставки любых приложений Windows, позволяющее осуществлять виртуализацию, централизацию, управление из центра обработки данных и доставку приложений как сервиса (SaaS) по запросу на любое пользовательское устройство (технологии терминального сервера и тонкого клиента) вне зависимости от его местоположения. Для доставки используется проприетарный протокол ICA. В последних версиях используется многопотоковый протокол HDX (High-Definition User Experience).
- XenDesktop — комплексное решение для виртуализации, обеспечивающее удаленный доступ к корпоративным приложениям и десктопам с любого устройства. Реализует идеологию виртуального рабочего стола Desktop Virtualization, VDI. Может работать с системами виртуализации XenServer, VMware vSphere или Microsoft Hyper-V или управлять пулом физических машин (например на блейд-серверах). Для доставки рабочего стола используются протоколы PortICA и HDX. Существуют различные версии XenDesktop: VDI, Enterprise и Platinum. Имеется также бесплатная версия XenDesktop Express Edition на 10 подключений.
- XenServer — монитор виртуальных машин на основе гипервизора Xen, поддерживает одновременную работу нескольких экземпляров операционных систем на одной физической машине. С апреля 2009 года доступна бесплатная версия XenServer для продуктивного использования, но с ограничениями по функциональности. Бесплатная версия XenServer стала основой для развития Xen Cloud Platform (XCP). XenServer не содержит средств доставки приложений или рабочих столов, но можно использовать встроенный доступ по VNC или запустить RDP в гостевой операционной системе. XenServer может служить основой для решений XenDesktop и XenApp. В состав XenServer входят паравиртуальные драйвера для Windows с официальной цифровой подписью.
- XenCenter — приложение для управления XenServer (консоль управления). Позволяет управлять хостами XenServer, включая бесплатную версию и Xen Cloud Platform. Приложение существует только под Windows и является бесплатным, но с закрытым исходным кодом. Начиная с версии 6 может устанавливаться в виде модуля системы управления Windows SCVMM.
- Netscaler — решение оптимизации доступность централизованных приложений с помощью системы L4-7 для балансировки нагрузки и управления трафиком.
- Citrix Receiver — (ICA Client) клиент доставки ИТ-услуг пользователям: решение для предоставления удалённых рабочих столов и корпоративных приложений по модели SaaS вне зависимости от типа устройства или его местоположения и без необходимости контроля со стороны ИТ-служб. Существуют реализации Citrix Receiver для Windows, Windows Mobile, iPhone, iPad, Android устройств, Mac OS X и Linux.
- XenClient — гипервизор на основе Xen для пользовательских машин. Позволяет запускать несколько гостевых ОС на компьютере пользователя. На специальной сервисной виртуальной машине (Service VM) запускается консоль управления гипервизором и агенты Citrix Receiver и Synchronizer. При этом агент Citrix Receiver позволяет использовать приложения одной виртуальной машины из другой.

### Citrix Cloud Centre
Citrix OpenCloud — технологическая платформа для построения облачной инфраструктуры для организаций, включающая возможности виртуализации экземпляров операционных систем и приложений.

### Citrix Online Services
- GOToMeeting — инструмент для организации онлайн-конференций, позволяющий объединить до 15 участников.
- GoToAssist позволяет пользователям удаленно следить за компьютером и контролировать его работу с точки зрения технической поддержки.
- GoView позволяет пользователям создавать и пересылать записи с десктопа в режиме онлайн.

## Отношения с Microsoft
Сотрудничество Citrix и Microsoft началось в 1989 году, когда Citrix получила лицензию на исходный код к операционной системе OS/2.
Впоследствии Citrix приобрела лицензию у Microsoft на исходные коды для Windows NT 3.51. В 1995 году Citrix выпустила многопользовательскую версию Windows NT с удаленным доступом, известную как WinFrame, ориентированную для крупных заказчиков.
В процессе разработки WinFrame для Windows NT 4 корпорация Microsoft приняла решение не выдавать Citrix лицензию на исходные коды Windows NT 4. Тогда представители Citrix вступили с Microsoft в активные переговоры, которые привели к тому, что Citrix всё-таки получила лицензию на Windows NT Server 4.0. В результате появилось решение Windows Terminal Server Edition. Компания Citrix согласилась не поставлять на рынок конкурирующий продукт, но сохранила за собой право продавать дополнительный модуль для продуктов Microsoft, который изначально назывался MetaFrame. Это сотрудничество продолжалось в эпоху Windows 2000 Server и Windows Server 2003: были выпущены соответственно продукты Metaframe XP и Presentation Server. 11 февраля 2008 года продуктовая линейка Citrix Presentation Server была переименована в XenApp.
Важной технологией, которую не приобрела корпорация Microsoft, был протокол ICA. Microsoft занималась разработкой протокола RDP (T.share) от NetMeeting, который был изначально унаследован от сделки с компанией PictureTel (ныне Polycom).
В феврале 2009 года в рамках сотрудничества с Microsoft компания разрабатывает проект Project Encore. Незадолго до этого было выпущено решение Citrix Essentials, предназначенное для повышения удобства управления Microsoft Windows Server 2008 Hyper-V.

## Участие компании в благотворительных программах
Citrix поддерживает существующую корпоративную программу Corporate Giving Program, нацеленную на образование, экономическое развитие и технологическое совершенствование.
В сотрудничестве с Фортом Лодердейл, штат Флорида, США, и международной сетью Sister Cities International Citrix запустила модель программы Cyber Sister Cities (CSC) в городе Агого, Гана.

## Приобретения
- Сентябрь 1997 — Citrix приобретает DataPac за $5 миллионов;
- Январь 1998 — Citrix покупает решение NTrigue компании Insignia;
- Июнь 1998 — Citrix приобретает компанию APM;
- Июль 1998 — Citrix приобретает компанию VDOnet за $8 миллионов;
- Июль 1999 — Citrix приобретает компанию ViewSoft за $32 миллиона;
- Февраль 2000 — Citrix приобретает компанию Innovex Group за $48,7 миллиона;
- Март 2001 — Citrix приобретает корпорацию Sequoia Software Corporation, колумбийского производителя программного обеспечения для порталов на базе XML;
- Декабрь 2003 — Citrix покупает Expertcity, Санта-Барбара (Калифорния), компанию-разработчика портативного Web-продукта для десктопов GoToMyPC и платформы для организации онлайн переговоров GoToMeeting. Компания Expertcity стала подразделением Citrix — Citrix Online;
- Ноябрь 2004 — Citrix покупает компанию Net6, Сан-Хосе (Калифорния);
- Июнь 2005 — Citrix приобретает Netscaler, Санта-Клара (Калифорния), производителя сетевых решений, за $300 миллионов наличными и акциями;
- Ноябрь 2005 — Citrix покупает компанию Teros, Саннивэйл (Калифорния), производителя фаерволлов для веб-приложений;
- Май 2006 — Citrix приобретает компанию Reflectent;
- 7 августа 2006 — Citrix приобретает компанию Orbital Data, Сан-Матео (Калифорния);
- Декабрь 2006 — Citrix объявляет о соглашении на покупку компании Ardence Inc.;
- Февраль 2007 — Citrix приобретает компанию Aurema, производителя центральных процессоров и продуктов для управления памятью;
- Сентябрь 2007 — Citrix приобретает QuickTree, частную компанию по разработке фаерволов для XML и веб-сервисов;
- Октябрь 2007 — Citrix приобретает компанию XenSource, разработчика решения по виртуализации XenServer, основанном на гипервизоре с открытым исходным кодом Xen;
- Май 2008 — Citrix приобретает решение sepagoProfile от sepago;
- Ноябрь 2008 — Citrix приобретает компанию Vapps;
- Август 2010 — Citrix приобретает VMLogix Inc., компанию по автоматизации виртуализации и управлению.
- Сентябрь 2014 — Citrix приобретает VirtualLLC.[2]
- Февраль 2015 — Citrix приобретает арендное место в OLLAP на срок в 10 лет.

## Продукты

### Текущие продукты
- Citrix XenApp (ранее Citrix Presentation Server) обеспечивает виртуализацию и доставку приложений
- Citrix XenDesktop (Desktop Virtualization, VDI), Виртуализация рабочих мест и удаленный доступ к ним.
- Citrix XenServer обеспечивает виртуализацию серверных платформ
- XenClient обеспечивает виртуализацию клиентских платформ
- XenApp Fundamentals
- NetScaler обеспечивает оптимизацию приложений, построение сетей по доставке приложений, балансировку нагрузки, ускорение работы веб-приложений, фаервол для веб-приложений
- Workflow Studio осуществляет коммуникации между продуктами, автоматизацию ИТ-процессов
- Citrix Access Gateway предоставляет надежный удалённый доступ к виртуальным десктопам и приложениям
- Advanced Access Control является дополнением к Citrix Access Gateway, обеспечивающее дополнительный контроль прав пользователей
- Password Manager обеспечивает безопасность приложений, единый вход в систему
- EdgeSight осуществляет мониторинг работы приложений
- Branch Repeater (ранее WANScaler) оптимизирует доставку приложений сотрудникам филиалов
- Provisioning Server доставляет рабочие десктопы на физические и виртуальные компьютеры
- EasyCall интегрирует голос и возможность звонка в любое приложение
- GoToMeeting
- GoToWebinar
- GoToAssist
- GoToMyPC

### Неподдерживаемые продукты
- Citrix WinFrame
- MultiWin
- Citrix MULTIUSER (OS/2 1.x)
- Citrix WinView (OS/2 2.x)
- Citrix VideoFrame
- Citrix NFuse Elite 1.0
- Citrix Extranet
- Citrix XPS Portal 3.5.1
- Citrix MetaFrame Secure Access Manager
- Citrix MetaFrame XP
- Application Firewall (защита веб-приложений, встроенная в NetScaler)